# Ayşin Atav

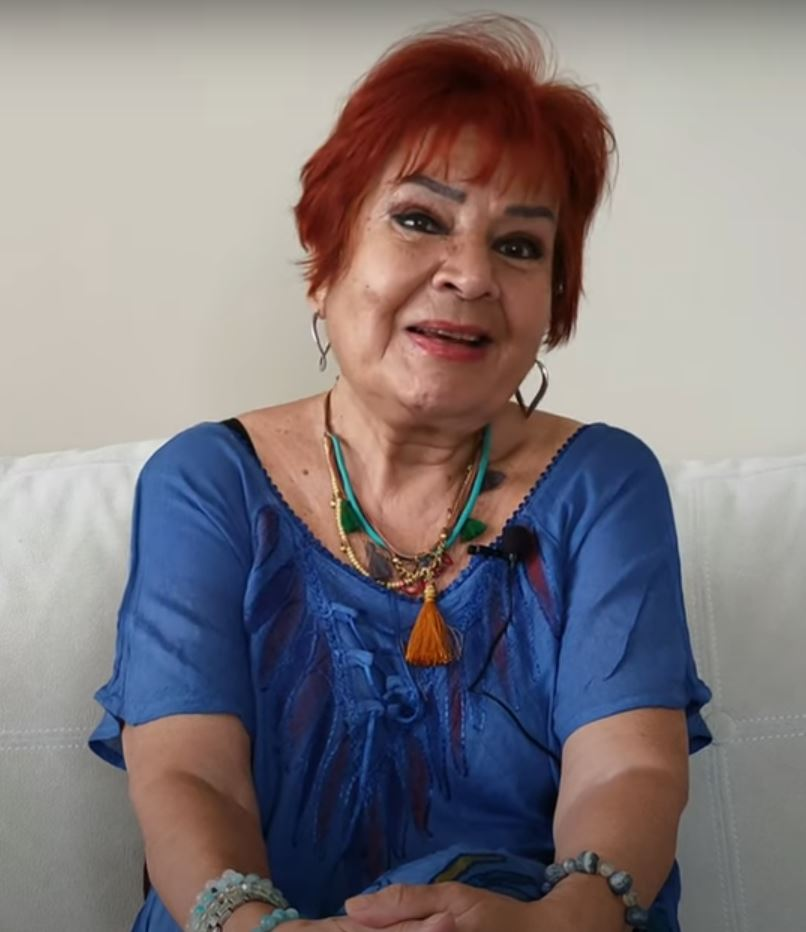
Ayşin Atav

Ayşin Atav (* 2. April 1948 in Ankara) ist eine türkische Schauspielerin und Synchronsprecherin.

## Leben und Karriere
Ihre Karriere begann 1965 im Ensemble des Istanbuler Stadttheaters. Neben der Theaterarbeit war sie auch in zahlreichen Filmen und Serien aktiv, wobei sie sich später zusätzlich auf Synchronarbeiten spezialisierte. Atav synchronisierte rund 500 Filme und war in über 20 Produktionen als Synchronregisseurin tätig.
Einige ihrer bekanntesten Auftritte umfassen Rollen in Filmen wie Şalvar Davası, Korkusuz Korkak, Gol Kralı und İffet.
Ayşin Atav war mit dem Schauspieler Dinçer Çekmez verheiratet und hat eine Tochter.

## Filmografie
- 1966: Fakir ve Mağrur
- 1966: Vatan Kurtaran Aslan
- 1970: Bütün Aşklar Tatlı Başlar
- 1970: Kezban Roma'da
- 1971: Kezban Paris'te
- 1971: Severek Ayrılalım
- 1971: Üç Öfkeli Adam
- 1972: Allahaısmarladık Katil
- 1972: Asiler Kampı
- 1972: Damdaki Kemancı
- 1972: Gelinlik Kızlar
- 1972: Gülüzar
- 1972: İlk Aşk
- 1972: Öfke
- 1972: Sev Kardeşim
- 1972: Utanç
- 1973: Çılgın Gangster
- 1978: Yadeller
- 1979: Korkusuz Korkak
- 1980: Gol Kralı